# 达前乡
达前乡（藏語：སྟར་ཆེན་），是中华人民共和国西藏自治区那曲市色尼区下辖的一个乡镇级行政单位。

## 行政区划
达前乡下辖以下地区：
曲水贡玛村、路堆村、晓热村、江扣村、干觉村、夏毕村、宗琼村、擦勒村和旁南村。